# Скотт Стівенс
Скотт Стівенс (англ. Scott Stevens; 1 квітня 1964, м. Кітченер, Канада) — канадський хокеїст, захисник. Член Зали слави хокею (2007). Його молодший брат Майк також колишній хокеїст.
Виступав за «Кітченер Рейнджерс» (ОХЛ), «Вашингтон Кепіталс», «Сент-Луїс Блюз», «Нью-Джерсі Девілс».
В чемпіонатах НХЛ — 1635 матчів (196+712), у турнірах Кубка Стенлі — 233 матчі (26+92).
У складі національної збірної Канади учасник чемпіонатів світу 1983, 1985, 1987 і 1989 (27 матчів, 3+6), учасник Кубка Канади 1991 (8 матчів, 1+0), учасник Кубка світу 1996 (8 матчів, 0+2).
Досягнення
- Володар Кубка Канади (1991).
- Володар Кубка Стенлі (1995, 2000, 2003)
- Срібний призер чемпіонату світу (1985, 1989), бронзовий призер (1983)
- Учасник матчу всіх зірок НХЛ (1985, 1989, 1991, 1993, 1994, 1996, 1997, 1998, 1999, 2000, 2001, 2003, 2004).

Нагороди
- Трофей Конна Смайта (2000).